# 禹淑靜
禹淑静（？—1356年），禹氏，名淑静，字素清，元朝绍兴（今浙江省绍兴市）人，吴守正的妻子。 
至正十六年（1356年），全家迁徙崇德州（今浙江省桐乡市西南崇福镇）之石门。禹淑静从容得对吴守正说：“方今群盗蜂起，万一不测，妾惟有死而已，不使人污此身也。”是年夏，红巾军攻陷崇德，禹淑静仓皇带着八岁的女儿登舟避难。有盗贼数人奔入其船，将侵犯她，禹淑静于是抱幼女投河死。